# Toa
Toa sunt eroii principali din Bionicle. Fiecare Toa are putere asupra unui element al naturii, și poarta Măști Kanohi de putere care le dau puteri speciale. Pe lângă puterile fizice, fiecare Toa are un destin special, un destin pe care ei trebuie să îl împlinească.
Toa lucrează de obicei în grup de șase, fiecare membru controlând un element diferit: pâna acum o echipa tipică constă în Toa de Foc, Apă, Aer, Piatră, Pământ și Gheață.